# 花季·雨季
《花季雨季》写于1990年，是作家郁秀的成名作，1996年10月发行第一版之后就印刷23版100多万册，连续5年位居中华人民共和国畅销书排行榜，获得中宣部“五个一工程奖”和国家图书奖提名奖等7项大奖。